# 席真
席真（1963年5月—），河南洛阳人，汉族，中华人民共和国政治人物，无党派人士，第十三届全国人民代表大会天津地区代表。

## 生平
2018年2月24日，当选为第十三届全国人大代表。